# 密花荆芥
密花荆芥（学名：Nepeta densiflora）为唇形科荆芥属下的一个种。

## 扩展阅读
- 維基物種上的相關：密花荆芥